# Ripaota
Ripaota es un despoblado que actualmente forma parte del concejo de Tobillas, que está situado en el municipio de Valdegovía, en la provincia de Álava, País Vasco (España).

## Historia
Documentado desde 1025, se desconoce cuándo se despobló.